# Hysterisk psykos
Hysterisk psykos, posttraumatisk psykos eller dissociativ psykos är en obsolet psykiatrisk diagnos på en dissociativ störning som i perioder övergår i psykosliknande tillstånd vid posttraumatisk stress. Tillståndet diagnosticeras i ICD-10 och DSM-IV som "akut reaktiv psykos" eller "dissociativ störning utan närmare specifikation". Tillståndet misstas ofta för schizofreni.

## Symtom
En hysterisk psykos kännetecknas framför allt av att den är reaktiv: den uppkommer i direkt respons på extrem stress eller ett psykiskt trauma hos personer som redan lider av ett dissociativt sätt att hantera livsproblem, det vill säga genom att olika delar av personligheten, upplevelser eller medvetandet inte kan integreras. Detta kan yttra sig i amnesi, transtillstånd, derealisation, somatisering med la belle indifférence, depersonalisation och andra förändrade upplevelser av identiteten. Ofta har personen också tidigare en personlighetsstörning.
Vid hysterisk psykos förekommer hallucinationer. Till skillnad från schizofrena hallucinationer, är de dissociativa hallucinationerna klart präglade av tidigare trauman; genom hallucinationerna återupplever personen sina trauman. Hörselhallucinationer överväger, men också synhallucinationer förekommer (vilket sällan förekommer vid schizofreni).
En person med hysterisk psykos är social på ett sätt som schizofrena personer sällan är; den känslomässiga avtrubbningen och bortfallet av känslomässig respons saknas och personen är som regel känslomässigt kontaktbar stundvis, och kan i viss mån kommunicera om sina trauman. Det förekommer att personen senare glömmer de förtroenden som givits under psykosen. Vid transtillstånd brukar personen ha en stirrande blick, men när transen hävs är personen kapabel till mental närvaro.
Hysteriska psykoser är kortvariga; sällan varar de längre tid än tre veckor. Dock kan psykoserna återkomma med korta intervall om livssituationen eller terapeutiska samtal framkallar dem.

## Behandling
En hysterisk psykos behandlas med psykoterapi, inte med neuroleptika (vilket kan förvärra tillståndet).